# Olga Nazarova (atlete)
Olga Vladimirovna Nazarova, (Wit-Russisch: Вольга Владимировна Назарава, Russisch: Ольга Владимировна Назарова), geboren als Olga Grigorjeva (Toela, 1 juni 1965), is een voormalig atlete, die was gespecialiseerd op de 400 m. Ze is tweevoudig olympisch kampioene en heeft het wereldrecord in handen op de 4 × 400 m estafette. Op internationale wedstrijden vertegenwoordigde ze de Sovjet-Unie.

## Loopbaan
Op de Olympische Spelen van 1988 in Seoel won ze een bronzen medaille op de 400 m. Met een tijd van 49,90 seconden finishte ze achter haar landgenote Olga Bryzgina (goud; 48,65) en de Oost-Duitse Petra Müller (zilver; 49,45 s). Hierna won ze met Olga Bryzgina (olympisch kampioene), Tatjana Ledovskaja (zilverenmedaillewinnaar op de 400 m horden) en landgenote Marina Pinigina een gouden medaille op de 4 × 400 m estafette. Het Sovjet team liep een nieuw wereldrecord van 3.15,17 minuten dat nog altijd staat (peildatum februari 2015).
Namens het Gemenebest van Onafhankelijke Staten nam ze deel aan de Olympische Spelen van 1992 in Barcelona. Hier won ze wederom een gouden medaille op de 4 × 400 m estafette met haar teamgenoten Olga Bryzgina, Jelena Roezina en Ljoedmila Dzjigalova.

## Persoonlijke records
| Onderdeel       | Prestatie | Datum             | Plaats       |
| --------------- | --------- | ----------------- | ------------ |
| 400 m (outdoor) | 49,11 s   | 25 september 1988 | Seoel        |
| 400 m (indoor)  | 52,76 s   | 8 maart 1987      | Indianapolis |

## Titels
- Olympisch kampioene 4 × 400 m - 1988, 1992
- Wereldkampioene 4 × 400 m - 1991
- Russisch kampioene 400 m horden - 1995
- Sovjet kampioene 400 m (indoor) - 1988
- Sovjet kampioene 400 m (outdoor) - 1987, 1988, 1992

## Palmares

### 400 m
- 1987: 4e WK indoor - 52,76 s
- 1987: 8e WK - 51,20 s
- 1988:  OS - 49,90 s
- 1989: 4e WK indoor - 52,76 s
- 1991:  Europacup - 51,17 s
- 1992: 4e OS - 49,69 s

### 400 m horden
- 1993:  Baltic Sea Games - 55,68 s

### 4 × 400 m estafette
- 1987:  WK - 3.19,50
- 1988:  OS - 3.15,77 (WR)
- 1992:  OS - 3.20,20
- 1991:  WK - 3.18,43

1972: Käsling, Kühne, Seidler, Zehrt ·
1976: Maletzki, Rohde, Streidt, Brehmer ·
1980: Prorotsjenko, Gojsjtsjik, Zjoeskova, Nazarova ·
1984: Leatherwood, Howard, Brisco-Hooks, Cheeseborough ·
1988: Ledovskaja, Nazarova, Pinigina, Bryzgina ·
1992: Roezina, Dzjigalova, Nazarova, Bryzgina ·
1996: Stevens, Malone, Graham, Miles ·
2000: Miles Clark, Hennagan, Colander, Anderson ·
2004: Trotter, Henderson, Richards, Hennagan ·
2008: Wineberg, Felix, Henderson, Richards ·
2012: Trotter, Felix, McCorory, Richards-Ross ·
2016: Okolo, Hastings, Francis, Felix ·
2020: McLaughlin, Felix, Muhammad, Mu ·
2024: Little, McLaughlin-Levrone, Thomas, Holmes
1983: Walther, Busch, Koch, Rübsam ·
1987: Neubauer, Emmelmann, Schersing, Busch ·
1991: Ledovskaja, Dzjigalova, Nazarova, Bryzgina ·
1993: Torrence, Malone-Wallace, Kaiser-Brown, Miles-Clark ·
1995: Graham, Stevens, Jones, Miles-Clark ·
1997: Feller, Rohländer, Rücker, Breuer ·
1999: Tsjebykina, Gontsjarenko, Kotljarova, Nazarova ·
2001: Richards, Scott, Parris, Fenton ·
2003: Barber, Washington, Richards, Miles-Clark ·
2005: Petsjonkina, Krasnomovets, Antjoech, Pospelova ·
2007: Trotter, Felix, Wineberg, Richards ·
2009: Dunn, Felix, Demus, Richards ·
2011: Richards-Ross, Felix, Beard, McCorory ·
2013: Goesjtsjina, Firova, Ryzjova, Krivosjapka ·
2015: Day, Jackson, McPherson, Williams-Mills ·
2017: Hayes, Felix, Wimbley, Francis ·
2019: Francis, McLaughlin, Muhammad, Jonathas ·
2022: Diggs, Steiner, Wilson, McLaughlin ·
2023: Saalberg, Klaver, Peeters, Bol